# Pachtakor Markazij-stadion

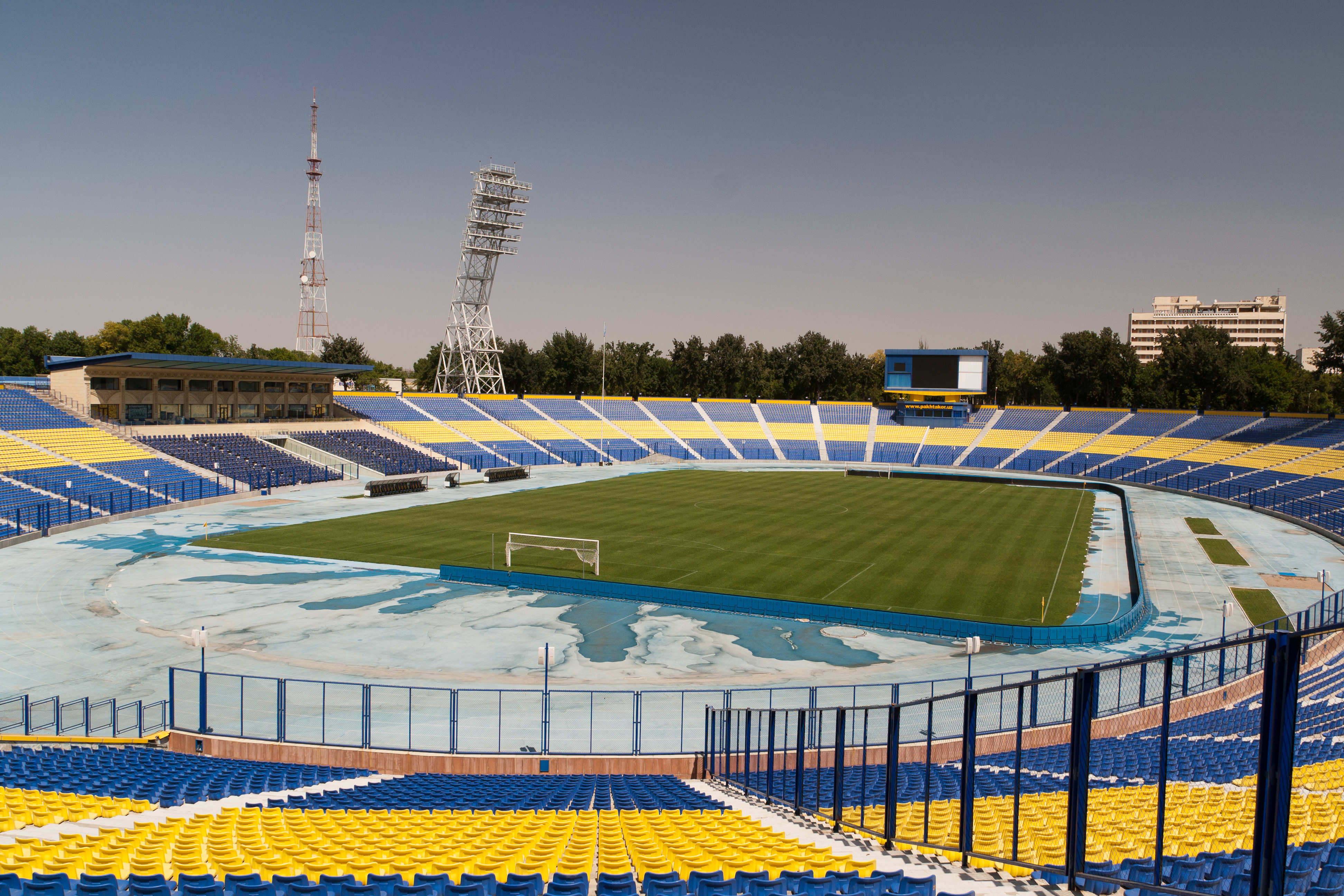
Pachtakor Markazij-stadion år 2012.

Pachtakor Markazij-stadion (uzbekiska: Paxtakor Markaziy Stadioni) är en stadion belägen i Uzbekistans huvudstad Tasjkent. Stadion används främst för fotbollsmatcher, och är hemmaplan för Pachtakor Tasjkent samt för Uzbekistans herrlandslag i fotboll. Pachtakor Markazij-stadion har en publikkapacitet för 35 000 åskådare, vilket gör den till Uzbekistans största. Stadion byggdes under sovjettiden år 1956 och renoverades år 1996.